# 第91師 (以色列)
第91加利利師（希伯來語：‎）是以色列國防軍的國土防禦師，隸屬北方司令部，負責駐守與黎巴嫩接壤的邊境。該師成立於1978年，此後持續參與該地區的戰事，如1982年黎巴嫩戰爭及以色列—哈瑪斯戰爭。

## 組織

第91加利利師部隊編制（2024年）

- 第91加利利師
  -  第3步兵旅
  -  第8裝甲旅
  -  第300國土防禦旅
  -  第769國土防禦旅
  -  第7338炮兵旅
  -  師運輸旅
  -  第671師訊號營
  -  第869情報收集營
  - 第91戰鬥工兵連